# La Fuite en Égypte (Gérôme)
Pour les articles homonymes, voir La Fuite en Égypte.
La Fuite en Égypte est un tableau de Jean-Léon Gérôme réalisé vers 1897, qui met en évidence la fuite de la Sainte-Famille, que l'on identifie grâce à l'ange présent juste au dessus de leur tête. Ce thème iconographique, l'un des plus importants dans la tradition du récit pictural chrétien. Il s'agit d'un passage de la Bible, et plus précisément de l'Evangile selon Saint Matthieu (Mt 2, 13-23).  Il existerait trois versions de ce tableau, deux diurnes et une nocturne,. Gérôme se distingue dans ce tableau par la représentation qui laisse plus de place au cadre qu'au sujet lui-même, décentré. 
L'une des versions du tableau a été perdue en 1897 puis retrouvée en 2012 et estimée alors entre 50 000 et 70 000 euros.